# Reglamento de Radiocomunicaciones de la UIT
El Reglamento de Radiocomunicaciones es el texto de un tratado intergubernamental de la Unión Internacional de Telecomunicaciones (UIT), el organismo que coordina y normaliza el funcionamiento de las redes y servicios de telecomunicaciones. El primer Reglamento de Radiocomunicaciones se concluyó en Berlín en el año de 1906 y se le conoció como el Reglamento del Servicio de Radiotelegrafía.
El Reglamento de Radiocomunicaciones, que cubre temas tanto jurídicos como técnicos, sirve como un instrumento supranacional para la gestión internacional óptima del espectro radioeléctrico y define los siguientes aspectos:
- La atribución de diferentes bandas de frecuencia a diferentes servicios de radio.
- Los parámetros técnicos obligatorios que deben observarse por parte de las estaciones de radio, especialmente las emisoras.
- Los procedimientos para la coordinación (garantizar la compatibilidad técnica) y notificación (registro formal y la protección en el Registro Internacional de Frecuencias) de las asignaciones de frecuencia a las estaciones de radio de los gobiernos nacionales.
- Otros procedimientos y disposiciones operativas.

La elaboración, revisión y aprobación del Reglamento de Radiocomunicaciones es responsabilidad de las Conferencias Mundiales de Radiocomunicaciones (CMR) de la UIT, cuyas reuniones se celebran normalmente cada tres o cuatro años. Las conferencias más recientes han sido las siguientes:
- Ginebra, 1995 (CMR-95)
- Ginebra, 1997 (CMR-97)
- Estambul, 2000 (WRC-2000)
- Ginebra, 2003 (CMR-03)
- Ginebra, 2007 (CMR-07)
- Ginebra, 2012 (CMR-12)
- Ginebra, 2015 (CMR-15)
- Sharm el-Sheikh (CMR-19)

La edición más recientemente publicada del Reglamento de Radiocomunicaciones, también conocida como la "Edición de 2020" contiene los textos completos de los reglamentos adoptados y revisados hasta la CMR-19, que incluye todos los artículos, anexos, resoluciones y un subconjunto de las recomendaciones emitidas por la UIT-R, anteriormente conocida como la CCIR. Dichas recomendaciones, tienen carácter obligatorio, como consecuencia de haber sido citadas en el Reglamento de Radiocomunicaciones.